# Алкасовашский договор
Алкасовашский договор — заключённый 4 сентября 1479 года в местечке Алкасоваш договор между католическими королями с одной стороны и португальским королём Афонсу V и его сыном Жуаном — с другой, который завершил войну за кастильское наследство.

## Предыстория
После смерти в 1474 году короля Энрике IV на корону Кастилии и Леона стали претендовать его младшая единокровная сестра Изабелла (замужем за Фердинандом Арагонским) с одной стороны, и дочь покойного короля Хуана Бельтранеха — с другой. В 1475 году Хуана вышла замуж за своего дядю по матери, короля Португалии Афонсу V и стала королевой Португалии, в результате чего Португалия вступила в войну на её стороне.
Помимо собственно войны за династические права, португальский и кастильский флоты схватывались на морях, стремясь поставить под контроль пути к заморским территориям. В итоге католические короли сумели одержать победу на суше, но португальцы оказались победителями на море. После этого обе стороны сели за стол переговоров и подписали договор, зафиксировавший создавшееся положение.

## Договор
Основные положения договора были следующими:
- Афонсо и Хуана отказываются от своих претензий на кастильский трон в пользу католических королей, которые, в свою очередь, отказываются от претензий на трон Португалии;
- из спорных территорий в Атлантике за Кастилией оставались лишь Канарские острова, права на остальные владения (Мадейра, Азорские острова, Кабо-Верде и Гвинею) закреплялись за Португалией, которая также получила исключительные права на завоевание королевства Фес;
- за Португалией закреплялись исключительные права на плавание, завоевания и торговлю в Атлантическом океане южнее Канарских островов, включая территории, которые будут открыты в будущем;
- Португалия получила компенсацию военных расходов в виде приданого принцессы Изабеллы, которая вышла замуж за принца Афонсу;
- Афонсу и Изабелла должны были оставаться в Португалии до достижения совершеннолетия, все расходы по их пребыванию несли католические короли;
- Хуана Бельтранеха получала возможность выбора — либо выйти замуж за принца Хуана Астурийского, либо уйти в монастырь (Хуана предпочла монастырь);
- сторонники Афонсо и Хуаны в Кастилии получали прощение.

## Итоги и последствия
В связи с тем, что договор запрещал кастильским кораблям плавать южнее Канарских островов без специального португальского разрешения, это подтолкнуло католических королей в 1492 году поддержать экспедицию Христофора Колумба, решившего плыть на запад.
Алкасовашский договор был первым документом, определявшим «поле, отведенное для будущих открытий» Кастилии и Португалии, конкретно очерчивая «соответствующие права двух корон на территории африканского континента и островов Атлантического океана». Таким образом, его можно считать вехой в истории колониализма. Это один из первых международных документов, официально излагающих принцип, согласно которому крупные державы имеют право делить остальной мир на «сферы влияния» и колонизировать территории без согласия коренных народов, живущих на них (от Тордесильясского договора до Берлинского конгресса).